# Мігель Понсе
Мігель Анхель Понсе (ісп. Miguel Ángel Ponce, нар. 12 квітня 1989, Сакраменто) — мексиканський футболіст, захисник клубу «Гвадалахара» та національної збірної Мексики. Олімпійський чемпіон 2012 року. Учасник чемпіонату світу 2014 року.

## Клубна кар'єра
Народився 12 квітня 1989 року в місті Сакраменто. Незважаючи на те, що народився Понсе у США, розпочав свою футбольну кар'єру на своїй історичній батьківщині в Мексиці, ставши вихованцем футбольної школи клубу «Гвадалахара».
У дорослому футболі дебютував 2009 року виступами за цю ж команду. На початку 2014 року був орендований «Толукою», де провів цілий рік, після чого повернувся до рідної команди.

## Виступи за збірну
2011 року дебютував в офіційних матчах у складі національної збірної Мексики.
У складі збірної був учасником розіграшу Кубка Америки 2011 року в Аргентині.
2012 року захищав кольори олімпійської збірної Мексики на Олімпійських іграх 2012 року у Лондоні, де мексиканці стали олімпійськими чемпіонами.
Наступного року разом з національною збірною був учасником розіграшу Золотого кубка КОНКАКАФ 2013 року у США, де мексиканці дійшли до півфіналу.
Наразі провів у формі головної команди країни 12 матчів, забивши 1 гол.

## Титули і досягнення
- Фіналіст кубка Лібертадорес (1): 2010
- Переможець Панамериканських ігор: 2011
- Олімпійський чемпіон: 2012